# Vercelli
Vercelli (piemontsky Varséj) je město v provincii Vercelli, Piemontu, v severní Itálii. Je to jedno z nejstarších osídlených míst v severní Itálii, založené, dle většiny historiků, kolem roku 600 př. n. l.
Město leží na Pianura Padana, mezi Milánem a Turínem.
Je významným centrem pěstování rýže, a je obklopeno rýžovišti, která jsou v létě zaplavována.
Roku 1228 zde byla založena první univerzita na světě financovaná z veřejných prostředků. V současnosti je součástí Piemontské východní univerzity.

## Historie
Vercellae (Vercelum) bylo sídlem Libiců, ligurského kmene; poté se stalo důležitým římským sídlem blízko něhož Gaius Marius porazil keltské a germánské kmeny v bitvě u Vercell v roce 101 př. n. l.
O 500 let později zde magister militum Flavius Stilicho porazil Góty. Po lombardské invazi připadlo vévodství Ivrea. Od roku 885 bylo pod jurisdikcí prince biskupa.
Nezávislou obcí se stalo roku 1120, bylo členem do první a druhé lombardské ligy.
Během 13. století se dostalo pod nadvládu Della Torre z Milána (1263), markýzů z Monferrata (1277). Tizzoni (Ghibellini) a Avogadri (Guelfové) rozdělily město v letech 1301 až 1334. Roku 1307 zde byl upálen heretický kazatel Fra Dolcino. Roku 1373 biskup Giovanni Fieschi vyhnal rod Visconti, ale Matteo I. Visconti město dobyl zpět. Facino Cane (1402) využil sporu mezi Giovannim Mariou a Fillipem Viscontim a zmocnil se města, ale byl vyhnán Theodorem II. roku 1404, který jej podstoupil rodu Savojských roku 1427.
V letech 1499 až 1553 bylo Vercelli pod nadvládou Francouzů, a v letech 1616 až 1678 Španělů.

## Památky
Ve Vercelli je mnoho pozůstatků starořímského osídlení: amfiteátr, hippodrom, sarkofágy a další.
Z městských věží vynikají Torre dell’Angelo, která se vypíná nad starým trhem, a Torre di Città  na Via Gioberti.
- Katedrála byla založena svatým Eusebiem, kterému byla po jeho smrti zasvěcena. Byla přestavěna v 9. století a radikálně změněna v 16. století hrabětem Alfierim. Jako ostatní městské kostely je i katedrála zdobena mnoha obrazy například od Ferrariho, Giovenona a Lanina. V katedrální knihovně jsou uschovány vzácné rukopisy.

- Basilica di Sant’Andrea byla založena kardinálem Bicchierim roku 1219; spolu s cisterciáckým klášterem patří k nejlépe zachovalým ukázkám románské architektury v Itálii.

## Muzea
- Museo Borgogna uchovává sbírku maleb, zahrnující práce Tiziána a Jana Brueghela staršího a také piemontských malířů 15. a 16. století.
- Museo Camillo Leone, kolekce archeologických nálezů a dekorativního umění.

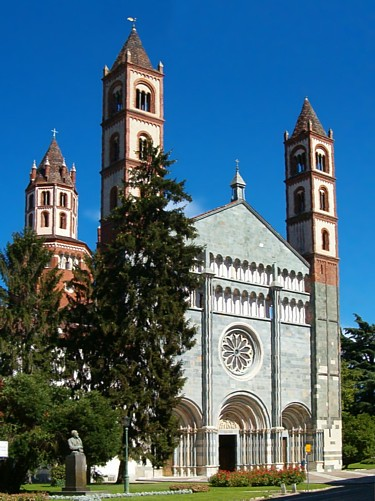
Bazilika Sant Andrea

## Gastronomie
Typickým místním jídlem je rýže s fazolemi, nazývané panissa. Mezi místní vína patří Gattinara DOCG, klasické červené víno vyráběné převážně z hroznů odrůdy nebbiolo (lokálně známé jako spanna) v obci Gattinara, kde archeologické výzkumy prokázaly pěstování víno už v období starého Říma.

## Sport
Unione Sportiva Pro Vercelli býval v minulosti velmi úspěšný fotbalový klub. Sedmkrát vyhrál národní italský šampionát mezi lety 1908 a 1922. Dnes soutěží v serii C2.

## Osobnosti města
- Eusebius z Vercelli (283–371), biskup a světec
- Atto II. z Vercelli (?– ?), biskup
- Vilém z Vercelli (1085–1142), opat a světec
- Emilia Bicchieri (1238–1314), dominikánská abatyše, mystička a světice
- Il Sodoma (1477–1549), manýristický malíř
- Filippo Juvarra (1678–1736), barokní architekt a divadelní výtvarník
- Amedeo Avogadro (1776–1856), fyzik, spoluzakladatel fyziky plynů, je po něm pojmenována Avogadrova konstanta
- Luigi Galleani (1861–1931), anarchista
- Pietro Ferraris (1912–1991), fotbalista
- Angelo Gilardino (* 1941), hudební skladatel a kytarista
- Vittorio Mero (1974–2002), fotbalista
- Daniel "Fasa" Fasano (* 1988), bubeník

## Sousední obce
Asigliano Vercellese, Borgo Vercelli, Caresanablot, Desana, Lignana, Olcenengo, Palestro (PV), Prarolo, Salasco, Sali Vercellese, San Germano Vercellese, Villata, Vinzaglio (NO), Quinto Vercellese

## Partnerská města
- Arles, Francie
- Cagliari, Itálie
- Tortosa, Španělsko